# Kingman (Kansas)
La ville de Kingman est le siège du comté de Kingman, situé dans le Kansas, aux États-Unis.